# Penstemonia
Penstemonia is een geslacht van vlinders uit de familie wespvlinders (Sesiidae), onderfamilie Sesiinae.
Penstemonia is voor het eerst wetenschappelijk beschreven door Engelhardt in 1946. De typesoort is Aegeria edwardsii.

## Soorten
Penstemonia omvat de volgende soorten:
- Penstemonia clarkei Engelhardt, 1946
- Penstemonia dammersi Engelhardt, 1946
- Penstemonia edwardsii (Beutenmüller, 1894)
- Penstemonia hennei Engelhardt, 1946
- Penstemonia pappi Eichlin, 1987